# Bulbophyllum univenum
Bulbophyllum univenum là một loài phong lan thuộc chi Bulbophyllum.